# ان‌جی‌سی ۶۰۲۷
ان‌جی‌سی ۶۰۲۷ (انگلیسی: NGC 6027) یک کهکشان عدسی است که درخشان‌ترین عضو شش‌قلوی سیفرت به شمار می‌رود.